# خوان هورتا
خوان هورتا (انگلیسی: Juan Huerta؛ زادهٔ ۲۲ ژوئیهٔ ۱۹۸۰) بازیکن فوتبال اهل آرژانتین است.
از باشگاه‌هایی که در آن بازی کرده‌است می‌توان به باشگاه فوتبال استودیانتس اشاره کرد.